# 白梅花蛇
白梅花蛇（學名： Lycodon ruhstrati ruhstrati），又名黑背白環蛇、黑決白環蛇，是蛇亞目游蛇科白環蛇屬下的一種無毒蛇類，分佈於中國、台灣、越南、日本、琉球等地。

## 特徵
小型蛇類，最長約1.1米，體態細長，身上的花紋類似銀環蛇，體色呈黑白相間，白色環節中混雜灰白色。

## 習性
多棲息在山區森林或少受干擾的開墾地，夜行性，擅長爬樹，以鳥類、蜥蜴、鼠類為主食，卵生。